# الا مای مورس
الا مای مورس (انگلیسی: Ella Mae Morse؛ ۱۲ سپتامبر ۱۹۲۴ – ۱۶ اکتبر ۱۹۹۹) موسیقی‌دان اهل ایالات متحده آمریکا بود.